# Arme de police
Les armes de police sont des armements spécifiques ou empruntés aux forces armées, parmi ceux-ci figurent des revolvers et des pistolets.

## Modèles spécifiques

### Carabine de police

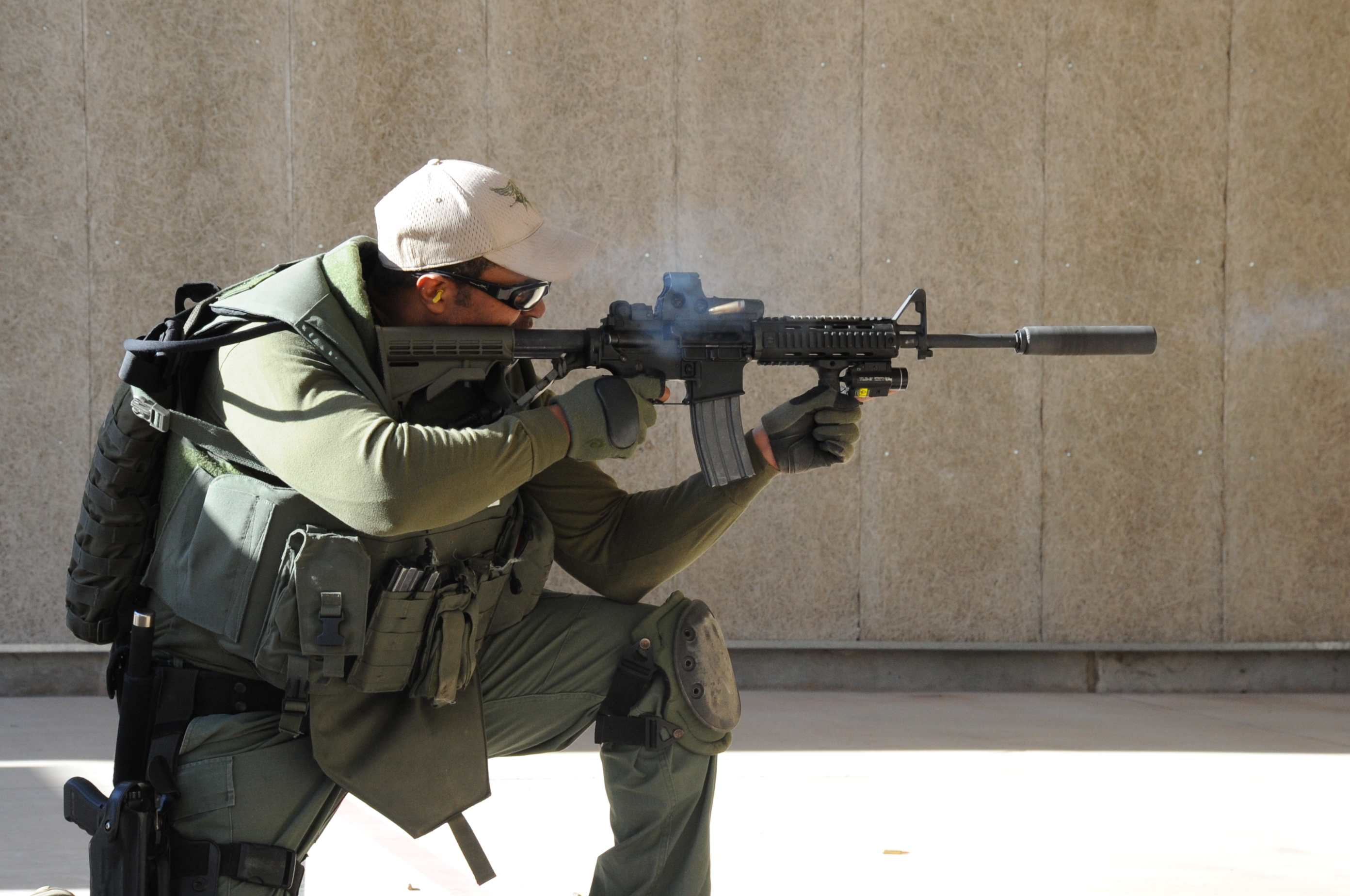
Membre du SWAT team de la Police de Wichita Falls s'entraînant avec un AR-15.

Une carabine de police est un fusil d'assaut réduit au tir semi-automatique (tel l'AR-15) ou carabine de chasse grandement modifiée (munition, dimensions, capacité). Quelques pistolets mitrailleurs ont connu le même sort comme le HK MP5 devenant la HK 94. Des fabricants ont produit des modèles étudiés pour ce seul usage comme la Ruger Police Carbine.

### Fusil de police ou Riot-Gun
Riot-Gun signifie littéralement « fusil anti-émeute » : la vocation première de ces armes est le maintien de l'ordre. Il s'agit d'un fusil de chasse à canon court et grande capacité. Les plus courants sont des :

#### Fusil à pompe

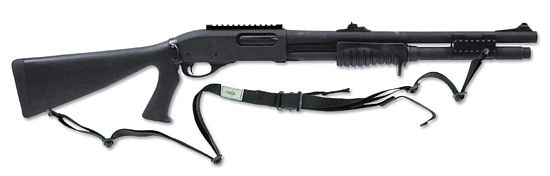
Remington 870 MCS étudié pour la police

Apparu en 1893, le mécanisme à pompe a été développé par John Browning. Le fusil à pompe est une arme équipée d'un canon à âme lisse ou rayée et d'un magasin tubulaire où les têtes des cartouches, plates et molles, ne risquent pas de percuter. La répétition s'opère en imprimant un mouvement de va-et-vient à la garde avant de l'arme, placée sur un rail monté sous le canon constitué par le chargeur tubulaire. Il s'agit d'un mécanisme dont l'action est aussi plus rapide. La version la plus courante en service dans la police est le Remington 870.

#### Fusil semi-automatique

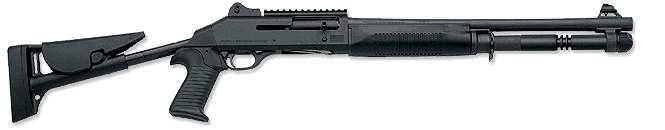
Le Benelli M4 Super 90

Ce mécanisme complexe du fusil semi-automatique est opéré par l'action des gaz lors du tir, ou l'énergie du recul. La cartouche vide est éjectée et remplacée par une nouvelle sans exiger d'action du tireur. Ceci permet une succession de tirs très rapide. La détente doit cependant être relâchée entre chaque coup. L'un des plus récents est le Benelli M4 Super 90, qui connaît aussi une large diffusion militaire.